# Яткайед
Яткайед (англ. Yathkyed Lake) — озеро на территории Нунавут в Канаде. Расположено в южной части территории между озёрами Ангикуни и Форд. Одно из больших озёр Канады — площадь водной поверхности 1334 км², общая площадь — 1440 км², шестое по величине озеро территории Нунавут. Высота над уровнем моря 140 метров. Основное питание обеспечивает река Казан. Сток из озера на север также по реке Казан через озёра Форд, Терти-Майл, Бейкер в залив Честерфилд Гудзонова залива. В районе озера обнаружены значительные залежи урана, меди и молибдена.
Первым европейцем, проплывшим по озеру, был Самюэль Хирн в 1770 году, в своём дневнике он описал озеро, оставив ему индейское наименование Яткайед, что означает «белый лебедь». На карту озеро было нанесено лишь в 1894 году геологом и исследователем Джозефом Тирреллом, именем которого назван восточный рукав озера.
Единственное обнаруженное до сих пор место, где есть озеро на острове в озере на острове в озере.